# Hackney (cavallo)
L'Hackney è una razza equina inglese impiegata sia come trottatore sia per tiro leggero (traino di carrozze o calessi). Venne selezionata a partire dal XVIII secolo e ha come culla di origine la regione del Norfolk (Inghilterra orientale). Alla creazione della razza hanno contribuito, mediante incroci, razze come il Norfolk Roadster e il Purosangue inglese (Thoroughbred).

## Storia
La razza Hackney ha origine nella prima metà del Settecento in Gran Bretagna, più precisamente a Norfolk. L'Hackney deriva dall'antico Norfolk Roadster che discendeva da cavalli introdotti con l'esercito di Enrico VIII, attraverso incroci con soggetti indigeni, arabi e purosangue inglesi. Si ritiene, infatti, che l'ascendenza dell'Hackney per linea maschile risalga al Darley Arabian considerato uno dei capostipiti della razza purosangue.
Nell'Ottocento l'Hackney era già stabile come cavallo da sella e da soma, in quanto costituiva il mezzo di trasporto dei contadini e fu proprio come cavallo da sella che inizialmente divenne celebre. Con l'introduzione della ferrovia la domanda di Hackney come cavallo da sella subì un calo, ma crebbe tuttavia la sua popolarità come cavallo da attacco. Nella seconda metà dell'Ottocento il miglioramento delle condizioni stradali e l'introduzione di carrozze fecero aumentare la richiesta di cavalli più leggeri e veloci, pertanto l'Hackney divenne ben presto il cavallo da carrozza più alla moda, in quanto riuniva in sé bell'aspetto, azione e coraggio. A quei tempi era assai frequente che gli allevatori di Hackney scommettessero fra loro anche cifre ingenti sulle grandi possibilità di velocità, eleganza e resistenza dei loro miglior soggetti.
La popolarità dell'Hackney incoraggiò alcuni allevatori a creare un albo della razza e in seguito nel 1883 fu istituita la Hackney Horse Society. Il primo stand book fu pubblicato nel 1884 in un momento in cui la razza cominciava a essere apprezzata anche al di fuori della ristretta cerchia degli allevatori dell'Inghilterra orientale. Gli stalloni Hackney erano particolarmente ricercati dagli allevatori per la produzione di cavalli di vario tipo. Dai documenti dell'Hackney Horse Society risulta infatti che i cavalli vennero spediti in numerosi Paesi esteri, soprattutto in Canada e negli Stati Uniti. L'Hackney venne, inoltre, incrociato con razze di pony e nominato come Hackney Ponies. Alexander Cassatt fu responsabile dell'introduzione dell'Hackney Pony negli Stati Uniti, e insieme ad altri appassionati, fondò l'American Hackney Horse Society che ha sede a Lexington, Kentucky.
I cavalli Hackney fecero la loro parte, anche, nella prima guerra mondiale come cavalli di cavalleria e d'artiglieria, ma dopo la guerra l'enfasi sull'allenamento si spostò sulla produzione dell'animale da esposizione. Questo spettacolare animale da finimento, con la sua presenza, eleganza, resistenza e solidità è il prodotto di molti anni di allevamento. Il loro valore come cavallo sportivo, oggi, è molto ben riconosciuto e continua ad avere un notevole successo in tutte le forme di competizioni.
Attualmente, gli Hackney sono relativamente rari e si stima che meno di 3 000 di questi cavalli siano vivi. La maggior parte si trova in Gran Bretagna, e solo circa 200 residenti negli Stati Uniti. Sono infatti classificati come “critici” nell'elenco di Rare Breeds Survival Trust, ente di beneficenza per la conservazione, il cui scopo è garantire la continua esistenza e vitalità delle risorse genetiche degli animali da allevamento nativi del Regno Unito. Conservare questa razza è una priorità assoluta, tanto che la Hackney Horse Society promuove la razza tenendo diversi spettacoli ogni anno.
Il primo è il National Breed Show che si tiene all'inizio di giugno presso il campo espositivo del sud dell'Inghilterra, nel West Sussex. Il secondo è il Championship Show che si tiene in concomitanza con il Rare Breeds Survival Trust, a Houghton Hall, in ottobre. Al contrario, l'Hackney pony è molto popolare e non ha le stesse esigenze di conservazione del cavallo Hackney.

## Caratteri morfologici

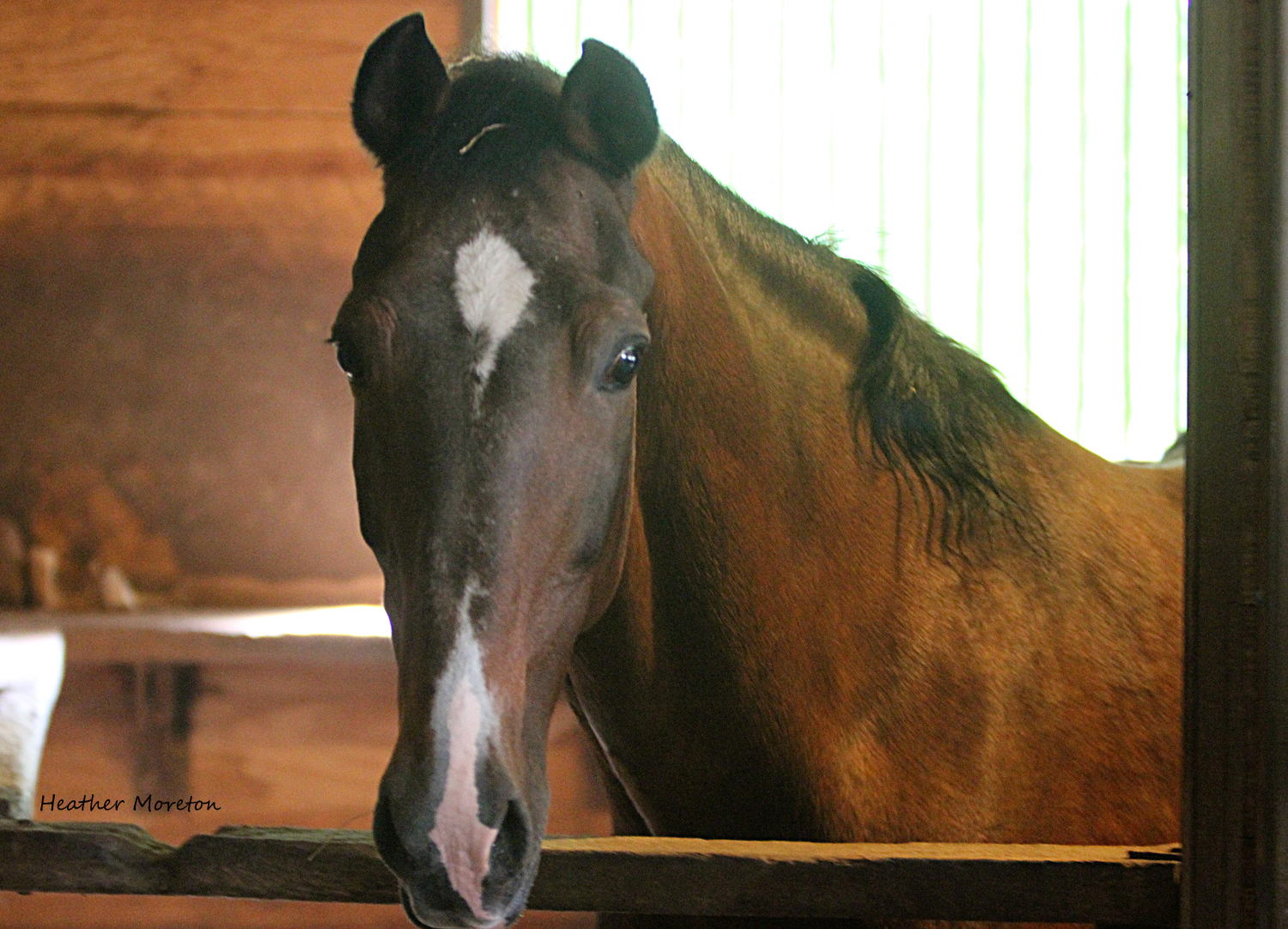
Stallone Hackney

La razza Hackney si contraddistingue per le seguenti caratteristiche morfologiche:
- costituzione di tipo mesomorfo ed elegante con altezza al garrese (punto più alto nella linea dorsale) variabile tra i 142 e i 160 cm e peso medio di 400-480 kg. Gli stalloni tendono a essere più grandi e muscolosi delle fattrici.[5]

- Il mantello, con pelo fine e setoso, è generalmente baio, baio scuro, morello, sauro e raramente roano o sauro bruciato. Spesso sono presenti marcature bianche su testa e arti (balzane), dovute alla influenza della genetica della razza equina Sabino. La criniera è scura e nei cavalli da parata viene acconciata in varie fogge.[6][5][7]

- la testa è piccola e mobile con profilo rettilineo o leggermente montonina, con fronte ampia e muso fine. Orecchie piccole, ben dirette e mobili. Gli occhi sono grandi, ben delineati e molto espressivi.[6][5]

- collo allungato, muscoloso e leggermente arcuato. Si erge quasi verticalmente dalle spalle.[6][5]

- spalle allungate, possenti e oblique. Le spalle poderose proiettano gli anteriori in avanti, con una breve fase di sospensione da terra a ogni passo determinando una andatura caratteristica, particolarmente evidente nei pony.[5]

- garrese piuttosto basso, linea dorso lombare dritta e breve, groppa larga, lunga e arrotondata.[5]

- torace ampio e profondo con costole arrotondate.[5]

- addome retratto.[6][5]

- gli arti sono sottili ma robusti e muscolosi. Gli stinchi sono allungati, garretti dotati di buona angolazione ed elasticità, robusti e posizionati generalmente bassi. Ginocchio largo e pastoie forti. I tendini sono asciutti e molto elastici (buono e ampio movimento di flessione).[5][1]

- piedi piccoli di forma rotonda forniti di unghie robuste e molto resistenti. Per piedi nella specie equina intendiamo gli zoccoli, ovvero la scatola cornea che protegge la terza falange su cui l'animale poggia il proprio peso.[1]

- la coda, di colore scuro, ha un'attaccatura alta con conformazione a "caduta a fontana". Generalmente viene accorciata per evitare che venga catturata nelle imbracature o nel trasporto. Oggi questa caratteristica viene vista, in alcune linee genetiche, come un carattere di razza.[7]

La razza Hackney si distingue per una buona longevità e forza. Durante la sua carriera presenta una bassa incidenza a contrarre malattie.
Sempre della stessa razza ricordiamo la presenza del pony di dimensioni ridotte con altezza al garrese di 124-144 cm e un peso vivo di circa 200 kg. Il mantello può, oltre ai colori precedentemente indicati, essere grigio.

## Caratteri e attitudini
Questa razza, risultato di un'accurata selezione, risulta essere non solo molto appariscente dal punto di vista estetico ma anche molto vivace caratterialmente. Ciò che attira maggiormente l'attenzione è il suo portamento: infatti, nonostante la sua vigorosità e il suo utilizzo di molta forza durante il lavoro, appare sempre molto elegante e raffinato nei movimenti, motivo per cui nel passato veniva utilizzato per migliorare la qualità di alcuni cavalli locali.

Per quanto riguarda il suo carattere vero e proprio, possiamo dire che nonostante sia un animale docile e tranquillo adatto quindi a principianti, è anche molto sensibile e reattivo. Questo aspetto è molto importante se si parla di gestione e cura del cavallo: se gestito nella maniera sbagliata, con cambi repentini di sistema di allevamento o atteggiamenti bruschi da parte del proprietario, ad esempio nella ripresa durante un allenamento, l'animale può reagire sviluppando comportamenti negativi, cosa che andrebbe a influire sfavorevolmente sull'equilibrio di un centro equestre che deve offrire prima di tutto cavalli socievoli ai propri fantini. In generale, quindi, se gestito e mantenuto nella maniera corretta, è il cavallo perfetto per chi vuole bellezza e qualità.

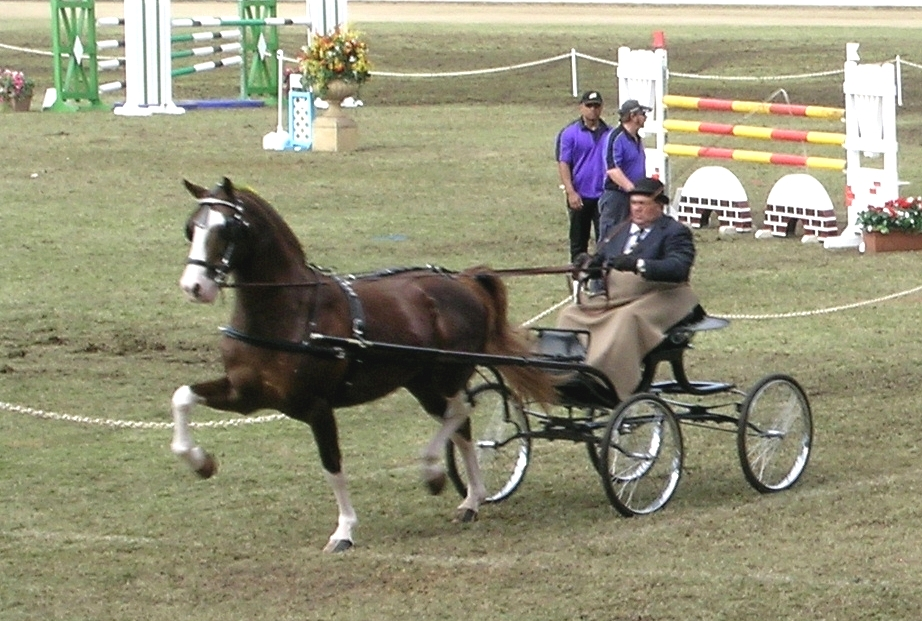
Cavallo Hackney in azione allo show di Sydney

Le attitudini di questa razza sono molteplici: sella, trotto, ma anche tiro leggero. Nell'epoca d'oro delle carrozze, infatti, veniva utilizzato dagli agricoltori inglesi per spostarsi verso le località dei mercati più famosi. La sua resistenza gli permetteva di compiere distanze giornaliere anche di 90 km, tanto che all'epoca erano molto frequenti le scommesse tra allevatori (talvolta di cifre abbastanza rilevanti) sulla possibilità di eleganza, resistenza e velocità dei migliori soggetti.
L'esempio più pratico della sua resistenza, si ha pensando alla puledra “Narpareil”, di razza pura, che percorse all'epoca una distanza di 160 km in 9 ore e 56 minuti: un record eccezionale se si pensa che si trattava di una puledra, ma ciò che rese questo record ancora più importante fu il fatto che dopo questa lunga distanza, Narpareil, una volta tornata nel suo box, si mise a mangiare come se niente fosse, senza dar segni di stanchezza o debolezza.
È considerato inoltre “l'imperatore dei trottatori” grazie all'eleganza e all'ampiezza della sua andatura particolare che lo contraddistingue dalle altre razze e che si nota soprattutto durante il trotto: tra una falcata e l'altra c'è un secondo di “stop”, una sorta di attesa prima del passo successivo, in cui sembra che il cavallo sia sospeso da terra.
Infine, è anche un buon saltatore, elegante anche in questa disciplina grazie alle sue zampe corte che riesce molto bene ad attirare a sé durante il salto stesso.

## Miglioramento genetico
L'Hackney è una razza equina attualmente a rischio estinzione, perché il mondo delle corse a ostacoli si è modificato, i requisiti standard sono cambiati e la richiesta di questa razza è diminuita. I criteri per cui viene scelta sono velocità, stile e robustezza.
L'Hackney è un elegante razza di cavalli da carrozza, allevata interamente in Gran Bretagna. Fece la sua prima comparsa nel XVIII secolo nello Yorkshire e nel Norfolk dove divenne rapidamente il cavallo da carrozza ideale per lunghe tratte, apprezzati per la loro resistenza. Da subito presero la reputazione di cavalli sportivi ad alta resistenza.
Nel 1880 "Hackney" fu scelto come nome della razza, cavalli che fin da subito venivano richiesti per le loro caratteristiche di velocità, resistenza e stile. Con l'avvento della ferrovia e delle auto si iniziò a selezionare e prediligere le caratteristiche di eleganza rispetto a quelle di resistenza. I risultati furono quindi cavalli da trasporto di tipo più leggero e azione più elevata. Le varie selezioni portarono all'Hackney di oggi caratterizzato da una notevole versatilità atletica che gli permette di eccellere in varie discipline come guida, equitazione e salto. La razza attuale deriva da innumerevoli incroci tra razze come il Norfolk Trotter e il purosangue inglese. Il libro genealogico ha ben 42 volumi.
La razza non è comune in tutto il mondo. All'inizio del 2012, il cavallo è stato spostato dall'elenco "In pericolo" a "Critico".
La maggior parte degli Hackney si trova in Gran Bretagna; meno di 200 negli USA; circa 300 in Argentina, piccoli nuclei sono presenti in Australia, Danimarca, Olanda, Sudafrica e Spagna
Attualmente solo pochi ceppi di questi cavalli conservano la pura struttura genetica della storica razza Hackney. Questi cavalli sono una priorità per la conservazione.
Gli allevatori, ancora oggi, selezionano i cavalli da competizione in base a caratteri di qualità, coraggio e grande forza che caratterizzano il cavallo sportivo moderno.
Gli Hackney puri sono stati usati come soggetti da attacco principalmente nei concorsi ma trovano impiego anche come riproduttori di cavalli da salto ostacoli, di solito in seconda generazione.

## Aspetto riproduttivo
È consentita l'inseminazione artificiale. Non ci sono restrizioni sul periodo di tempo in cui il seme congelato può essere utilizzato dopo la morte dello stallone. Il numero di registrazioni di puledri concepiti da inseminazione artificiale da ogni stallone è deciso annualmente. È fatto obbligo l'accoppiamento tra due soggetti iscritti al libro genealogico della razza Hackney.
Dal punto di vista normativo, tutti gli stalloni impiegati per l'inseminazione artificiale devono essere registrati e muniti di permesso di autorizzazione dell'allevatore. In un anno, per ogni stallone, si possono effettuare al massimo 50 monte. Prima dell'inseminazione artificiale la fattrice deve essere sottoposta a un esame genitale che mira a valutare la funzionalità dell'ambiente uterino per una possibile futura gravidanza. I risultati dell'esame devono essere inoltrati, sotto forma di certificato comprendente il nome della fattrice, al veterinario competente e al proprietario dello stallone al fine di poter approvare definitivamente la giumenta per l'inseminazione.
L'omissione di questo ultimo punto comporta l'impossibilità di registrazione del puledro nel libro genealogico.
I puledri accettati dovranno, come ultimo step pre-registrazione sul libro genealogico, eseguire un prelievo di sangue o peli da cui determinare il DNA.

## Allevamento
I cavalli Hackney sono utilizzati principalmente per la guida e la loro "azione ad alto passo" (high stepping) che li rende cavalli da carrozza eleganti e affascinanti. Gli Hackney sono di solito impiegati con guida singola, coppia, a quattro cavalli, ma anche in eventi di guida combinati dove sono avvantaggiati grazie alla loro velocità e agilità. Possono essere anche cavalli da sella in quanto performano bene nel salto, nel dressage e nel trotto.
Poiché l'Hackney è una razza in via di estinzione, il numero di allevamenti diffusi risulta essere piuttosto limitato, ma con il recente crescere di interesse per la guida in carrozza, questi cavalli vengono ricercati sempre più dagli allevatori. È possibile che, in futuro, si venga a verificare un incremento dal punto di vista dimensionale e numerico degli allevamenti di questa razza.
Una pulizia regolare e accurata e una buona alimentazione aiutano a ottenere il pelo brillante che è l'ideale nelle varie competizioni e, associato alla criniera intrecciata, garantisce il soddisfacimento dell'"aspetto da ring". Condizionare e spazzolare regolarmente la criniera la manterrà sana.
Per la coda sono richieste caratteristiche di lunghezza e fluidità che necessitano di una preparazione di mesi/anni d'anticipo. Per contribuire a preservare la salute della coda, specialmente nei mesi invernali, può risultare opportuno l'utilizzo di balsamo spray. Altri metodi sono legarla in un nodo di fango o rimuovere costantemente a mano i grovigli che si vanno a creare.
Per quanto riguarda l'alimentazione nella maggior parte dei casi sarà sufficiente una dieta tradizionale di fieno e/o erba, con mangimi concentrati o comunque un bilanciamento delle razioni per compensare le carenze nutrizionali del foraggio. I cavalli che svolgono un programma di gara pesante o sono impiegati in altri lavori significativi possono richiedere aggiustamenti dietetici per mantenere il peso corretto e fornire l'energia necessaria allo svolgimento della propria mansione.
Il cavallo Hackney ha diversi aspetti favorevoli per l'allevamento in quanto è facile da addestrare, è amichevole, ha caratteristiche che lo rendono adatto alle azioni di high-stepping ed è ideale per la guida e per i cavalieri. Gli aspetti negativi sono: la sua limitata diffusione e l'alta incidenza di problemi articolari secondari a un errato high-stepping.
Il loro sfruttamento intensivo può causare (come riportato sopra) dolori articolari, rigidità e artrite. Per questo è importante evitare lo sforzo eccessivo del cavallo incoraggiando i suoi movimenti naturali e fornendo supporto articolare sotto forma di integratori. In alcuni casi possono rendersi necessarie terapie come il massaggio.
Essendo una razza a limitata diffusione, l'acquisto di animali in linea pura risulta essere difficile e piuttosto oneroso (prezzo medio pari a 10 000 $).